# Мозок (роман)
«Мозок» (англ. Brain) — медичний науково-фантастичний трилер американського письменника Робіна Кука, надрукований 1991 року. У ній описується, як комп'ютери майбутнього покоління працюватимуть з'єднаними з людським мозком.

## Сюжет
Історія починається з дівчини Кетрін Коллінз, яка йде до приватної клініки за результатами гінекологічного мазку, але ці люди уводять її в стан наркозу та викрадають для секретного військового проекту. Її поміщають у ємність з рідиною, а мозок під'єднують до комп'ютера. Те ж саме відбувається й з іншими пацієнтами.
Головний герой, доктор Мартін Філіпс, лікар нейрорадіології в медичному центрі Нью-Йорка, бере участь у створенні самодіагностичного рентгенівського апарату разом з Вільямом Майклзом, який є дослідником, що закінчив Массачусетський технологічний інститут, а також керівником відділу штучного інтелекту. Подруга й колега доктора Філіпса, доктор Деніз Сенгер (28 років) також перебуває у цій самій лікарні. Філіпс і Сенгер знаходять у лікарні таємну змову з метою викрадення мозку пацієнтів без їх згоди. Вони розкривають подробиці і виявляють, що хоча вони підозрювали Маннергейма, «примадонну» нейрохірургії, справжнім лиходієм є тихий дослідник штучного інтелекту Майклз та його військові покровителі. Доктор Філліпс здіймає галас і просить політичного притулку у Швеції.